# 梅拉妮·布思
梅拉妮·布思（英語：Melanie Booth，1984年8月24日—），加拿大女子足球运动员。她曾代表加拿大参加2012年夏季奥林匹克运动会足球比赛，获得一枚铜牌。她也曾参加2007年世界杯女子足球赛。